# 李珣 (唐朝)
李珣（？—737年），初名李嗣英，唐朝宗室，唐睿宗的孙子，宁王李成器的第六子。
李珣修身淳谨，不自矜贵，闺门之内，常态默如。开元十二年（724年），申王李成义去世，无子。李珣过继给二叔李成义，封同安郡王。开元二十五年（737年）李珣薨逝，唐玄宗非常哀悼，辍朝三日。下制：“犹子之恩，特深于情礼；睦亲之义，必备于哀荣。同安郡王珣，禀气淳和，执心忠顺，邦国垣翰，宗枝羽仪。磐石疏封，将期永固；逝川不舍，俄叹促龄。悼往之怀，因心所切，宜增宠命，用饰幽泉。可赠太子少保。葬事官给，陪葬桥陵。”天宝三载（744年），以李珣之兄李璹为嗣申王，授鸿胪员外卿。